# Hjalmar Torp

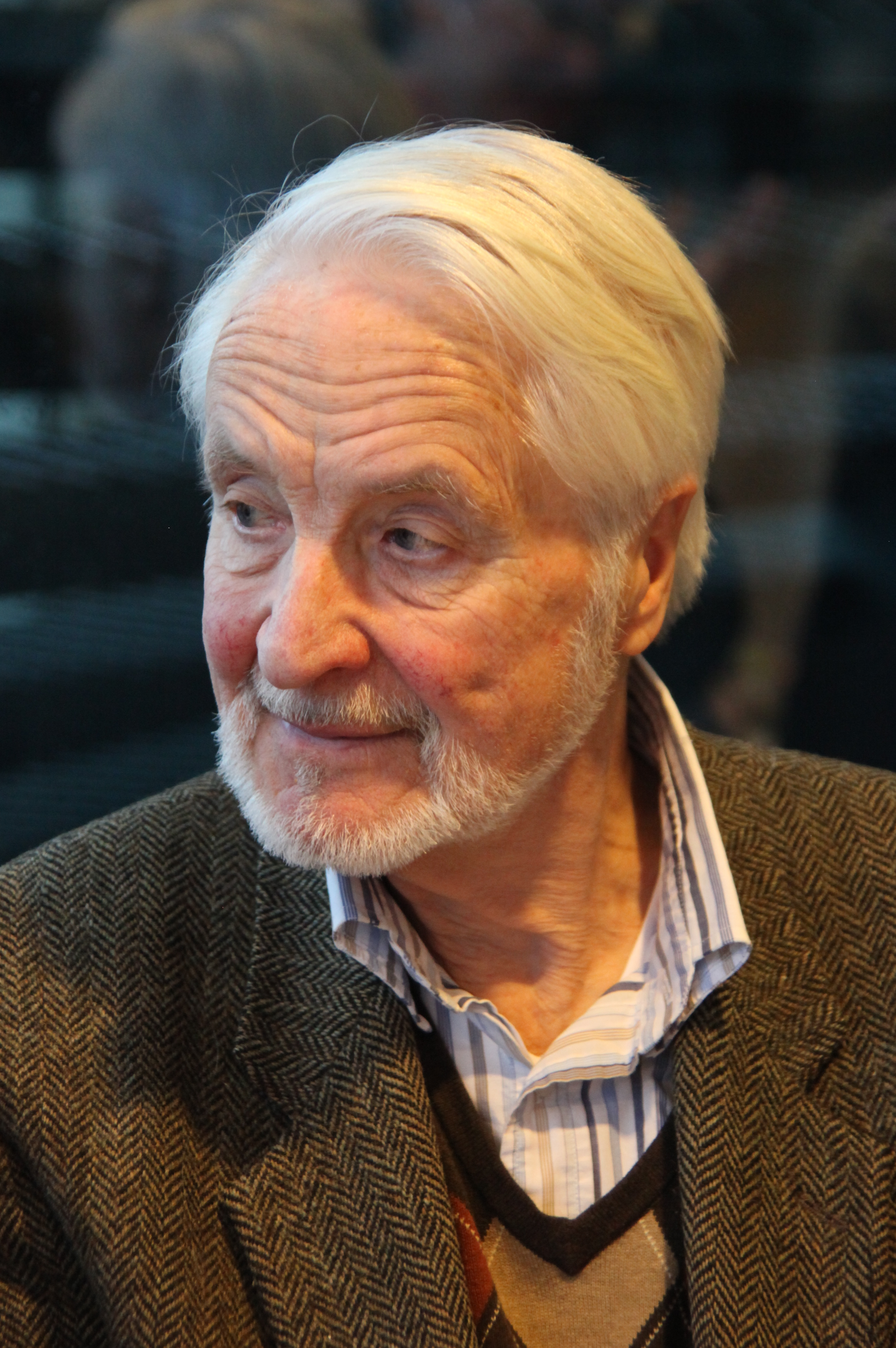
Hjalmar Torp

Hjalmar Torp (*  14. April 1924 in Oslo; † 10. September 2023) war ein norwegischer Kunsthistoriker.

## Leben
Torp studierte an der Universität Oslo. Ab 1949 arbeitete er mit seinem Lehrer Hans Peter L’Orange und dem dänischen Architekturhistoriker Ejnar Dyggve an der Erforschung der Kirche Santa Maria in Valle, des sogenannten Tempietto longobardo, in Cividale del Friuli. 1950 legte er sein Magisterexamen ab und war anschließend Research Fellow an der Sorbonne in Paris. 1959 wurde er Assistent des neu gegründeten Norwegischen Instituts in Rom, dessen Direktor er von 1977 bis 1983 war. Von 1983 bis zu seiner Emeritierung 1994 lehrte er als Professor für mittelalterliche Kunstgeschichte an der Universität Oslo.
Seine Hauptforschungsgebiete waren die Kunst der Spätantike und des Frühmittelalters, hier insbesondere die Kunst der Langobarden, die koptische Skulptur sowie die Mosaiken der Galeriusrotunde in Thessaloniki.
1967 erhielt er den Verdienstorden der Italienischen Republik, im Jahr 2000 die Fridtjof Nansens belønning der historisch-philologischen Klasse für herausragende Forschung. 2006 wurde er Ehrenbürger von Cividale del Friuli. Seit 1974 war er Mitglied der Norwegischen Akademie der Wissenschaften.

## Publikationen (Auswahl)
- L’architettura del  tempietto di Cividale. Rom 1977
- mit Bente Kiilerich: The Rotunda in Thessaloniki and its Mosaics. Kapon, Athens 2017, ISBN 978-6-1852-0911-7.